# 农工集团

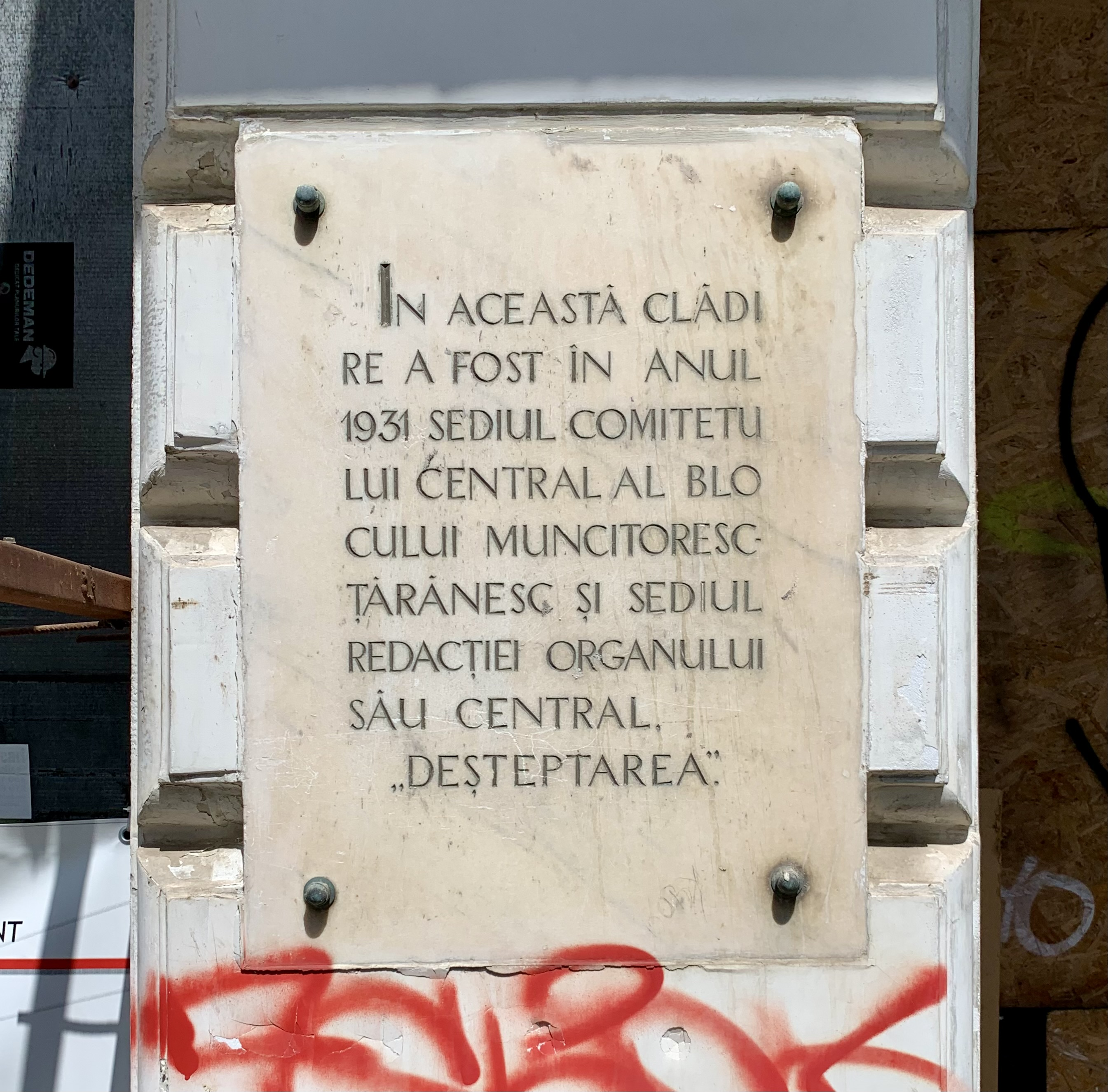
布加勒斯特莫希洛尔大街25号外墙上的牌匾上写着：“1931年，这座建筑是农工集团中央委员会的总部，也是其中央机关刊物《觉醒》的编辑部所在地。”

农工集团（羅馬尼亞語：Blocul Muncitoresc-Țărănesc，缩写为BMȚ）是罗马尼亚王国历史上的一个政党，为1920年代—1930年代被取缔的罗马尼亚共产党建立的掩护机构。
在1926年罗马尼亚大选中，该党获得1.5%的选票，但未能获得任何议会席位。在1927年罗马尼亚大选中，该党的得票率降至1.3%，同样未能获得议会席位。在1928年罗马尼亚大选中，该党的得票率略微上升至1.4%，但仍未能获得议会席位。
在1931年罗马尼亚大选中，该党取得突破，以2.5%的得票率获得众议院的5个席位；但是，议会拒绝验证这5名议员的选举结果，导致他们无法上任。在1932年罗马尼亚大选中，该党的得票率降至0.3%，未获得任何议会席位。1933年格里维察罢工发生后，该党被取缔。该党作为罗马尼亚共产党掩护机构的角色部分由劳工联盟接替，劳工联盟在1933年罗马尼亚大选前几星期成立。